# 헤클라산

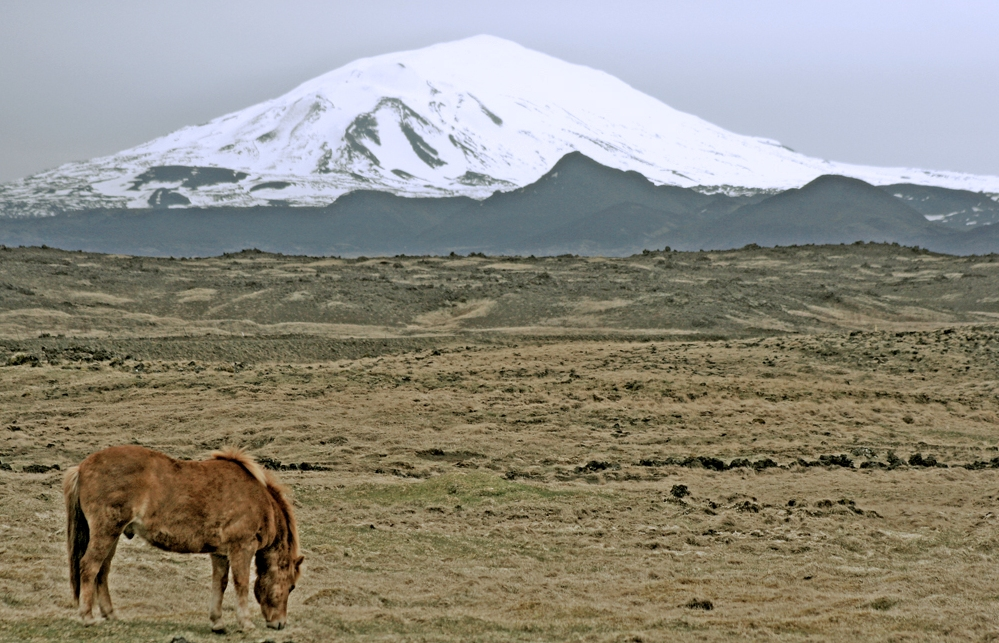
헤클라산

헤클라산(Hekla, Hecla)은 아이슬란드의 화산으로, 성층 활화산이다. 아이슬란드 동부에 위치해 있다. 해발 1,491m이다.
매우 많은 분출을 한 것으로 알려져 있는데 가장 마지막 분출은 2000년 2월 26일에 있었다. 또한 지수 4의 폭발이 BC 4700년부터 1947년까지 총 10회 있었다. 당시 화산 폭발 지수 3이었고 대량의 용암이 발생하여 긴 틈새균열 화구가 생겼다. 카틀라 화산, 바우르다르붕카 산과 함께 아이슬란드에서 가장 위협적인 화산으로 꼽히며 카틀라 화산과는 '앵그리 시스터즈'로 흔히 알려져 있다.

## 같이 보기
- 아이슬란드의 지리